# Des Smyth
Des Smyth (Drogheda, 12 februari 1953) is een professionele golfer uit Ierland.

## Amateur

### Gewonnen
- 1968: South of Ireland Open Amateur

## Professional
Smyth werd in 1974 professional en speelde ruim 25 jaar op de Europese PGA Tour. In de eerste vijf jaar verdiende hij niet meer dan £ 6.000, ondanks het winnen van de Matchplay in 1979. Versterkt in zijn vertrouwen won hij in 1980 drie toernooien.
Op de Order of Merit was de zevende plaats in 1988 zijn top. Hij won acht toernooien in die periode. Toen hij het Madeira Open in 2001 won, was hij de oudste winnaar ooit (48 jaar en 34 dagen). Het record stond daarvoor op naam van Neil Coles.
Smyth nam nooit aan de Majors buiten Europa deel, maar op het Brits Open eindigde hij in 1982 op de 4de plaats achter Tom Watson. Hij speelt op de Seniors Tour in Europa en de Champions Tour in de Verenigde Staten en heeft op beide Tours tweemaal gewonnen. In 2008 werd hij in eigen land tweede op het Seniors Open en derde in Schotland.

### Gewonnen

#### Nationaal
- 1979: PGA Kampioenschap
- 1985: PGA Kampioenschap
- 1986: PGA Kampioenschap
- 1990: PGA Kampioenschap
- 1995: Glen Dimplex Iers Matchplay Kampioenschap
- 1996: PGA Kampioenschap
- 2001: PGA Kampioenschap

#### Europese Tour
- 1979: Sun Alliance European Match Play Championship
- 1980: Newcastle Brown "900" Championship, Cold Shield Greater Manchester Open, Irish Dunlop
- 1981: Coral Welsh Classic
- 1983: Sanyo Open
- 1988: BNP Jersey Open
- 1993: Madrid Open
- 2001: Madeira Island Open

#### European Seniors Tour
- 2005: Arcapita Seniors Tour Championship
- 2007: Wentworth Senior Masters
- 2010: Travis Perkins plc Senior Masters op Woburn
- 2011: Van Lanschot Senior Open

#### Champions Tour
- 2005: SBC Classic, Liberty Mutual Legends of Golf

### Teams
- Alfred Dunhill Cup: 1985, 1986, 1987, 1988 (gewonnen met Eamonn Darcy en Ronan Rafferty), 2000
- Ryder Cup: 1979, 1981; 2006 (vice-captain)
- World Cup: 1979, 1980, 1982, 1988, 1989
- Hennessy Cognac Cup: 1980 (winnaars), 1982 (winnaars), 1984
- UBS Cup: 2001

## Persoonlijk
Des Smyth is in 1981 getrouwd met Vicki. Ze hebben drie kinderen, Karen, Gregory en Shane en wonen in Drogheda. De 24-jarige Gregory won op 13 augustus 2008 de jackpot van €9,426,636 in de Ierse loterij.